# Përrenjas
Përrenjas, detta anche Prrenjas, è un comune albanese situato nella prefettura di Elbasan. 
In seguito alla riforma amministrativa del 2015, sono stati accorpati a Përrenjas i comuni di Qukës, Rrajcë e Stravaj, portando la popolazione complessiva a 24.906 abitanti (dati del censimento 2011).

## Località
Il centro amministrativo di Përrenjas comprende i seguenti centri abitati:
- Pishkash
- Rajce
- Perrenjas
- Katjel
- Kotodesh
- Urake
- Rashtan